# John Coghlan
Pour les articles homonymes, voir Coghlan.
John Coghlan est un musicien et compositeur anglais. Il est le batteur du groupe anglais Status Quo de 1963 à 1981.

## Biographie

### Status Quo
John Coghlan est né à Dulwich dans le sud de Londres le 19 septembre 1946. Il arrêta ses études à 15 ans pour faire un apprentissage de mécanicien.
John a une passion, la batterie, qu'il exerce dans un groupe appelé The Cadets. Juste à côté de leur local de répétition sur la base militaire d'aviation de Dulwich, répète un autre groupe, Specters dont Francis Rossi et Alan Lancaster sont les membres fondateurs. Les deux groupes assistent mutuellement de temps en temps à leurs répétitions et Francis et Alan ne tardèrent pas à demander à John de les rejoindre ce que fit celui-ci. Selon Francis Rossi, John, dès qu'il les voyait, tapait de plus en plus fort sur sa batterie, faisant un maximum de bruit. Après l'arrivée de Rick Parfitt en 1967 et plusieurs changement de noms et de personnel, les Specters devinrent Status Quo.
John Coghlan sera le batteur de Status Quo, pendant sa période la plus glorieuse, de 1962 à 1981, enregistrant 14 albums studio et un album en public avec le groupe. Il quittera Status quo en 1981 pendant les répétitions de l'album qui sortira pour les 20 ans du groupe intitulé 1+9+8+2. Officiellement, John ne s'entendait plus avec les autres membres du groupe, il joua la dernière fois en public avec Status Quo le 3 juin 1981 à Southampton. Il sera remplacé par Pete Kircher.

### L'après Status Quo
John Coghlan avait fondé dès 1977 un projet parallèle à Status Quo appelé The John Coghlan's Diesel Band. Le groupe comprenait au début, entre autres, Bob Young à l'harmonica et aux chœurs, Andy Bown (futur Status Quo) à la basse, Micky Moody (Whitesnake) et John Fiddler (Medicine Head) aux guitares, John Lynton au chant et bien sur, John à la batterie. Il s'y reconsacrera au début de son départ de Status Quo.
En 1983, John décida de fonder un groupe à temps plein appelé Strangers avec le guitariste Ray Major (ex-Mott et British Lions), le bassiste Ian Ellis (ex-Savoy Brown et Steamhamer) et le clavieriste Jeff Banister. Plus tard dans l'année, il participera au single des Rockers, We are the Boys (Who Make all the Noise) avec Phil Lynott, Chas Hodges et Roy Wood.
En 1984, John Coghlan retravaillera avec Ray Major pour un nouveau projet appelé Partners In Crime. Il en résultera en 1985, un album appelé Organized Crime qui comprendra un reprise du groupe anglais Yes, Hold On, titre qui figure sur l'album 90125. Malheureusement le peu de succès du groupe amènera sa dissolution.
 John Coghlan reformera le Diesel Band avec de nouveaux musiciens et tournera régulièrement jusqu'à la fin de 1988, date à laquelle il rejoindra Alan Lancaster en Australie pour participer au groupe de celui-ci, The Bombers. Il y restera une année avant de rentrer en Angleterre reformer le Diesel Band.
Fin des années 90, John formera le John Coghlan's Quo avec lequel il rejouera la plupart des succès de Status Quo de la période 1962 - 1982. Il donne à ce jour, encore des concerts avec son groupe.

### Vie privée
John Coghlan est marié à Gillie et habite dans l'Oxfordshire. Ils sont aussi les mécènes du centre de replacement pour Westies, le Westies ReHoming.

## Discographie

### Avec Status Quo
1968 : Picturesque Matchstickable Messages from the Status Quo

1969 : Spare Parts

1970 : Ma Kelly's Greasy Spoon

1971 : Dog of Two Head

1972 : Piledriver

1973 : Hello!

1974 : Quo

1975 : On the Level

1976 : Blue for You

1977 : Live! et Rockin' All Over the World

1978 : If You Can't Stand the Heat

1979 : Whatever You Want

1980 : Just Supposin'

1981 : Never Too Late

### Avec les Rockers (Phil Lynott, John Coghlan, Chas Hodges, Roy Wood).
1983 : We Are the Boys (Who Make All the Noise) (single)

### Avec Partners In Crime
1985 : Organized Crime

## Matériel
- John Coghlan possède toujours son kit Ludwig Super Classic Oyster Pearl Kit qu'il a récemment restauré[5]

### Kit
- Yamaha Drums
  - Grosse caisse de 22"
  - Tom basse de 16"
  - Tom de 14"
  - Caisse claire de 14"
  - Tom Premier de 15"

### Cymbales
- Avedis Zildjian
  - 21"  Rock Ride
  - 18" Crash Medium
  - 16" Crash medium
  - 14" New Beat Hit hats
  - 8" Splash
  - 6" Splash

### Baguettes
- Vater
  - Vater session drumstick